# Zone linguistique
Une zone linguistique est une zone géographique au sein de laquelle un même dialecte, une même langue, ou encore une même famille de langues est parlé.

## Une définition ambiguë

### Zone géographique

Zone géographique où l’espagnol est parlé dans le monde

Espérantie : zone géographique de l’espéranto

Les zones linguistiques ne suivent pas nécessairement les frontières des pays. Par exemple, la moitié de l'Amérique du Sud fait partie de la zone hispanophone tandis que la Suisse à elle seule représente quatre zones linguistiques différentes.
Les zones linguistiques peuvent également être séparés par les océans comme c'est le cas de la zone anglophone (anglosphère) qui est étendue à travers le monde entier et qui compte notamment le Royaume-Uni, les États-Unis, le Canada, l'Irlande, l'Australie et la Nouvelle-Zélande, ainsi que bon nombre d'anciennes colonies britanniques ayant pour langue officielle l'anglais en plus de(s) langue(s) régionale(s). C'est notamment le cas de l'Inde et l'Afrique du Sud. La zone francophone s'étend elle aussi sur plusieurs continents et est souvent désigné par le mot francophonie qui est aussi le nom d'une organisation internationale regroupant tous les pays du monde dont le français est la/l'une des langue(s) officielle(s). À l’extrême, l’Espérantie regroupe plus de 120 pays du monde où se trouvent des locuteurs de l’espéranto.

### Groupe de langues
Le terme sprachraum peut aussi désigner un groupe de langues ayant des similitudes. Ainsi la zone scandinave regroupe la Norvège, la Suède, le Danemark, l'Islande, la Finlande (les Finlandais suédophones) et les îles Féroé tandis que la zone finlandaise regroupe la Finlande, l'Estonie et les communautés adjacentes de la Scandinavie et de la Russie.

### Continuum linguistique
Au sein d'une même zone linguistique peuvent également se trouver des langues différentes mais fortement similaires, ce phénomène est connu sous le nom de continuum linguistique. Un exemple classique en est les différentes langues de la Chine dont les locuteurs respectifs peuvent ne pas se comprendre à l'oral mais qui pourtant appartiennent à la même famille linguistique et sont écrites à l'aide d'un même système d'écriture qui est indépendant de la phonétique : les sinogrammes. La langue arabe connait une situation similaire, mais son système d'écriture est quant à elle phonétique (voir abjad) et il existe un accent considéré comme neutre (l'arabe standard moderne).

## Exemples
- Anglophonie
- Francophonie
- Germanophone
- Lusophone
- Union latine
- Espérantie